# Boophis bottae
A Boophis bottae a kétéltűek (Amphibia) osztályába, a békák (Anura) rendjébe és az aranybékafélék (Mantellidae) családjába tartozó faj. Nevét Ursula Bott, az Alexander König Múzeum munkatársa tiszteletére kapta.

## Előfordulása
A faj Madagaszkár endemikus faja. A sziget keleti esőerdőiben 800–1100 m-es magasságban honos. Erdei patakok mentén él és szaporodik.

## Megjelenése

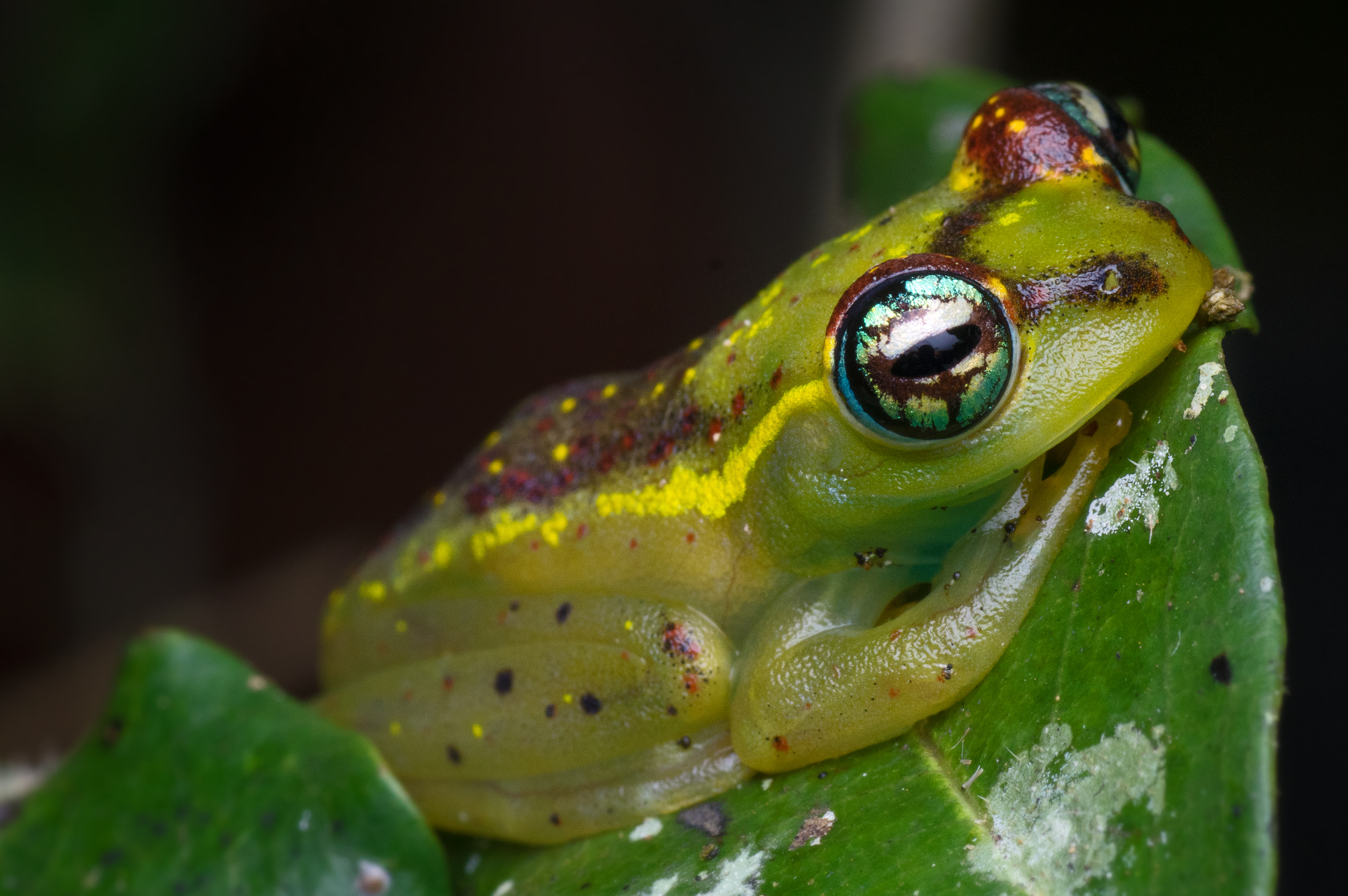
Az Andasibe-Mantadia Nemzeti Parkban

Kis méretű békafaj, hossza körülbelül 24–30 mm. Háta világoszöld, ami az oldala felé sárgás színbe megy át. Mellső lábai felé sárga hosszanti sáv húzódik, ami időnként a hátáig nyúlik. Barna, fekete, élénkvörös és sárga mintázat tarkítja. Hasa áttetsző.

## Természetvédelem
A Boophis bottae élőhelyén nagy számban fordul elő, ezért a IUCN nem fenyegetett státuszúként tartja nyilván. Ennek ellenére populációja egyre zsugorodik a mezőgazdasági tevékenység, a fakitermelés, a faszénégetés és a különféle inváziv fajok miatt. 